# Беговой
Бегово́й — район в Северном административном округе города Москвы. Району соответствует внутригородское муниципальное образование муниципальный округ Беговой.

## История
Тверская дорога (сейчас 1-я Тверская-Ямская улица) в XIV—XV веках была одной из самых оживлённых: по ней проходило огромное количество обозов с товарами. В связи с этим в середине XVI века Иван Грозный устроил на прежних владениях Новинского монастыря Тверскую-Ямскую слободу — под хозяйственные угодья ямщиков. Населённая часть в виде нескольких домиков с деревянной церковью в XVII веке находилась между Земляным валом и Тверской заставой.

## Население
| 2002    | 2010    | 2012    | 2013    | 2014    | 2015    | 2016    |
| ------- | ------- | ------- | ------- | ------- | ------- | ------- |
| 44 385  | ↘41 505 | ↗42 354 | ↗42 401 | ↗42 534 | ↗42 579 | ↗42 735 |
| 2017    | 2018    | 2019    | 2020    | 2021    | 2023    | 2024    |
| ↘42 691 | ↗42 769 | ↗42 781 | ↗42 908 | ↘42 381 | ↗42 729 | ↗43 190 |

### Национальный состав
По итогам переписи населения 2020 года проживали следующие национальности (национальности менее 0,1 % и другое, см. в сноске к строке «Другие»):
| Национальность | Численность, чел. | Доля     |
| -------------- | ----------------- | -------- |
| Русские        | 33 635            | 79,36 %  |
| Армяне         | 265               | 0,63 %   |
| Украинцы       | 212               | 0,50 %   |
| Татары         | 209               | 0,49 %   |
| Грузины        | 186               | 0,44 %   |
| Евреи          | 167               | 0,39 %   |
| Азербайджанцы  | 107               | 0,25 %   |
| Белорусы       | 72                | 0,17 %   |
| Киргизы        | 72                | 0,17 %   |
| Чеченцы        | 66                | 0,16 %   |
| Узбеки         | 60                | 0,14 %   |
| Таджики        | 55                | 0,13 %   |
| Другие         | 7275              | 17,17 %  |
| Итого          | 42 381            | 100,00 % |

## Скверы и прогулочные зоны

### Сквер у Центрального Московского ипподрома
Сквер площадью около 0,6 гектаров располагается напротив главного здания Центрального Московского ипподрома по адресу: ул. Беговая, д. 22. корп. 1. В его центре находится бронзовый монумент «Купание коней», установленный здесь в 1950-е годы и изображающий двух мальчиков на лошадях, купающих животных в воде. Композиция выполнена скульптором Роксаной Кирилловой, известной своими произведениями в жанре анималистики. В южной части сквера находится памятная стела Владимиру Ленину, установленная к 100-летию со дня его рождения, в 1970 году. В 1918 году Ленин выступал на трибунах закрывшегося на время гражданской войны ипподрома на одном из проходивших здесь митингов трудящихся.
Сквер был обновлен в 2019 году. Здесь заменили скамейки и ограждение, высадили новые цветники и кустарники, сохранив при этом первоначальный облик сквера.

### Грушевая аллея
Прогулочное пространство протяжённостью чуть более 300 метров является участком 1-го Боткинского проезда. Аллея была высажена работниками завода «МиГ», который располагается неподалёку. В 2019 году аллею благоустроили — установили новые скамейки, высадили деревья и кустарники, заменили покрытие дорожек и провели ливневую канализацию, чтобы устранить здесь скопление воды во время дождя.

## Образование
На территории района расположены 7 общеобразовательных школ, в том числе № 1784 (кадетская школа).
- Цирковое училище имени Румянцева.

## Промышленность
На территории района расположены предприятия авиастроительной промышленности: МПО имени И. Румянцева, НПП «Темп» имени Ф. Короткова, Дукс.

## Экология
В районе неблагоприятная ситуация по уровню загрязнения воздуха. Виной тому — автомобильный транспорт. До 2000 года серьёзный вклад в величину канцерогенного риска для населения вносил завод «Дукс», выпускающий авиационные ракеты, транспортные ракетно-космические системы и реактивные снаряды класса «воздух-воздух», расположенный по адресу: улица «Правды», 8. Позднее для предотвращения загрязнения воздуха шестивалентным хромом на заводе была сооружена установка по трансформации шестивалентного хрома в трехвалентный.

## Храмы

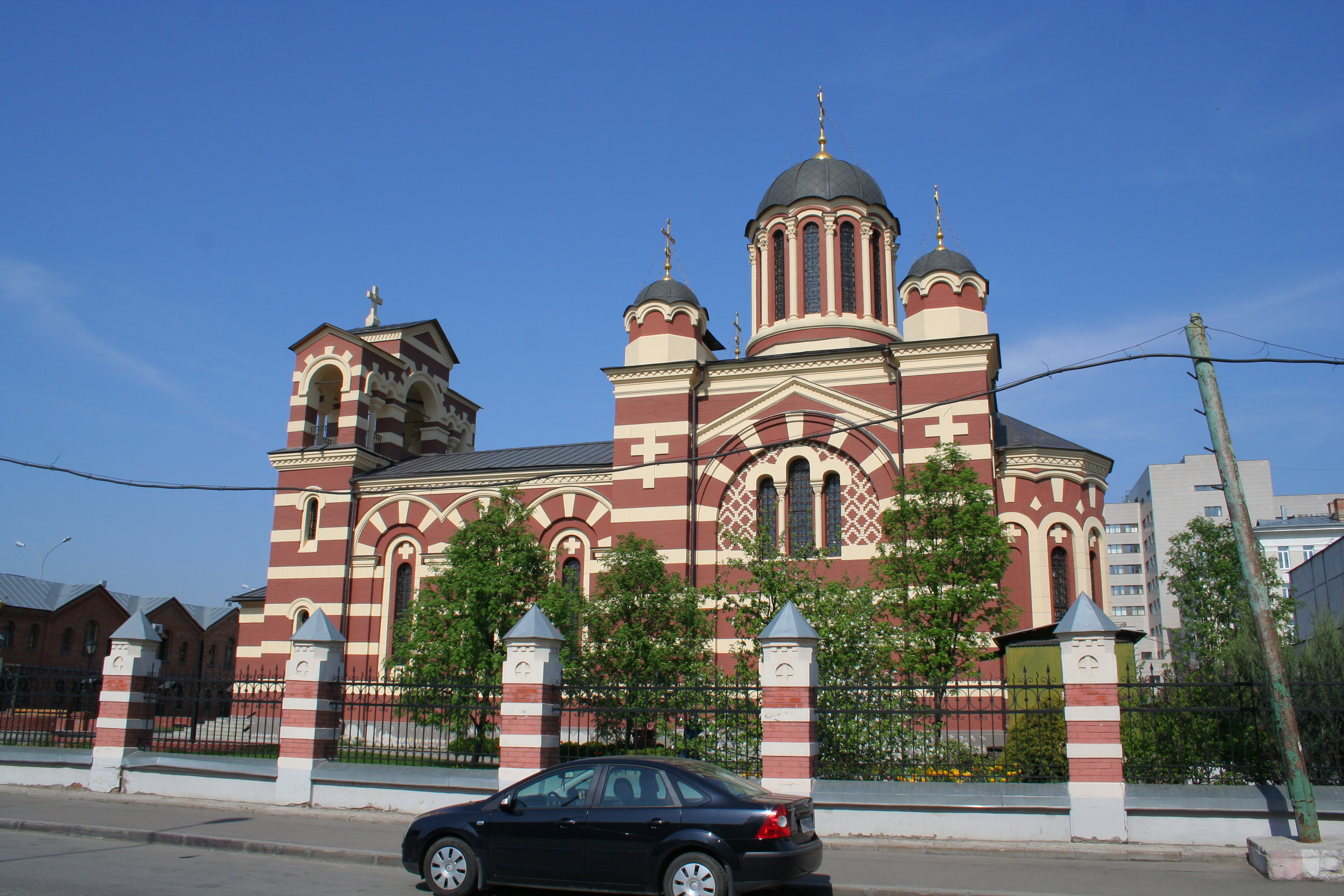
Храм иконы Божией матери «Отрада и утешение» на Ходынском поле

На территории района находится храм иконы Божией матери «Отрада и утешение» на Ходынском поле, входящий в состав Всехсвятского благочиния Московской городской епархии Русской православной церкви.